# Dépsido

Ácido girofórico, un dépsido

Un dépsido es un compuesto polifenólico que consta de dos o más unidades aromáticas monocíclicas unidas por un enlace éster. Los dépsidos son comunes en líquenes, pero también se han encontrado dépsidos en plantas vasculares, incluyendo especies de las familias ericáceas, lamiáceas, papaveráceas y mirtáceas. Los dépsidos tienen propiedades como antibióticos, antivirales, antioxidantes, y antineoplásicas. Al ser inhibidores de la biosíntesis de prostaglandinas y del leucotrieno B4, los dépsidos son potentes antiinflamatorios no esteroideos.
Una depsidasa es una enzima que hidroliza los enlaces éster de los dépsidos.
Ejemplos de dépsidos son: el ácido lecanórico, el ácido variolárico, la atranorina y el ácido girofórico.